# 中華會館臺東分社
22°45′14″N 121°09′20″E / 22.753816°N 121.155521°E
中華會館臺東分社是一間位在臺東縣臺東市的中華會館，也是臺灣目前僅存的中華會館遺跡。

## 歷史
1926年6月，臺東與花蓮華僑合組花蓮港中華會館，設臺東、玉里等支部。1927年，臺東華僑在劉洋、鄭品聰等十四人倡議另行成立臺東中華會館，由當地華僑出錢出力完成，接受臺北臺灣中華總會館領導。臺東中華會館設立之初，會員有115名，會址設於臺東街寶町。館設有同鄉會，提供無力謀生者食宿，以及生病或失業者的鄉親醫治病及介紹工作。
此館名義為華僑聚會所，實為抗日的聯絡中心，為表現對日友好，還插上日本國旗掩飾。
1934年3月，日本佛教曹洞宗布教師林德林來東臺灣宣教，臺東中華會館願意無條件借用，作為佛教講演會場。但開講當日被日本官廳不允許，日本警察要他們用公設的公會堂，說反過來利用他國人的建物是很可笑的事。因移轉不及，林德林、林源德、吳普明、曾復妙、韓慧淨一行人晚上在會館對面空地舉行，由陳振宗負責閉會辭。
1937年中日戰爭，日警嚴密監控在臺華僑，並發生中華會館事件。該年12月，以日警警務官小林松三郎為總指揮，對全臺華僑大檢舉，共兩次被檢舉三百餘名。各地中華會館及直屬支部共30餘處，凡幹部或代表皆被捕；臺東會館發起人之一劉洋也因此被捕、毒打，晚年僅要變天右手就疼痛。鄭品聰也被捕入獄，但因證據不明確，被日警無罪開釋後加以監視，遂轉往中國大陸加入抗戰團體。
戰後，該館一度改組為臺灣省建設協進社臺東分社，協助國民政府；但業務不振，兩、三年後名存實亡。建築因缺乏經費，年久失修，經臺東縣縣長蔣聖愛撥款修繕，1986年臺灣光復節竣工，是臺灣僅存的中華會館。
2002年，臺東縣政府公告為歷史建築。
當年此館因地主死亡而無人繼承下，1990年臺東縣政府依《土地法》造冊列管。逾15年列管期限後的2015年，臺東縣政府地政處以此會館土地是私有地無人繼承，移撥財政部國有財產署，由國產署臺東辦事處負責拍賣。拍賣事被縣府及國產署員工及時發現，流程暫停。劉洋孫子民主進步黨立法委員劉櫂豪聽聞會館差點被賣，表示這是華僑抗日的最後指標、也是祖父以往工作之所，對自己、對臺灣都意義十足，相關單位應要設法留下。2016年6月7日，臺東縣政府表示，就算此土地標售，所有權人依《文化資產保存法》不能夠變更或拆除地上的歷史建築；縣府計畫提供補償金方式取得土地，一併把此館和土地都轉成公有財產以保存。

## 建築

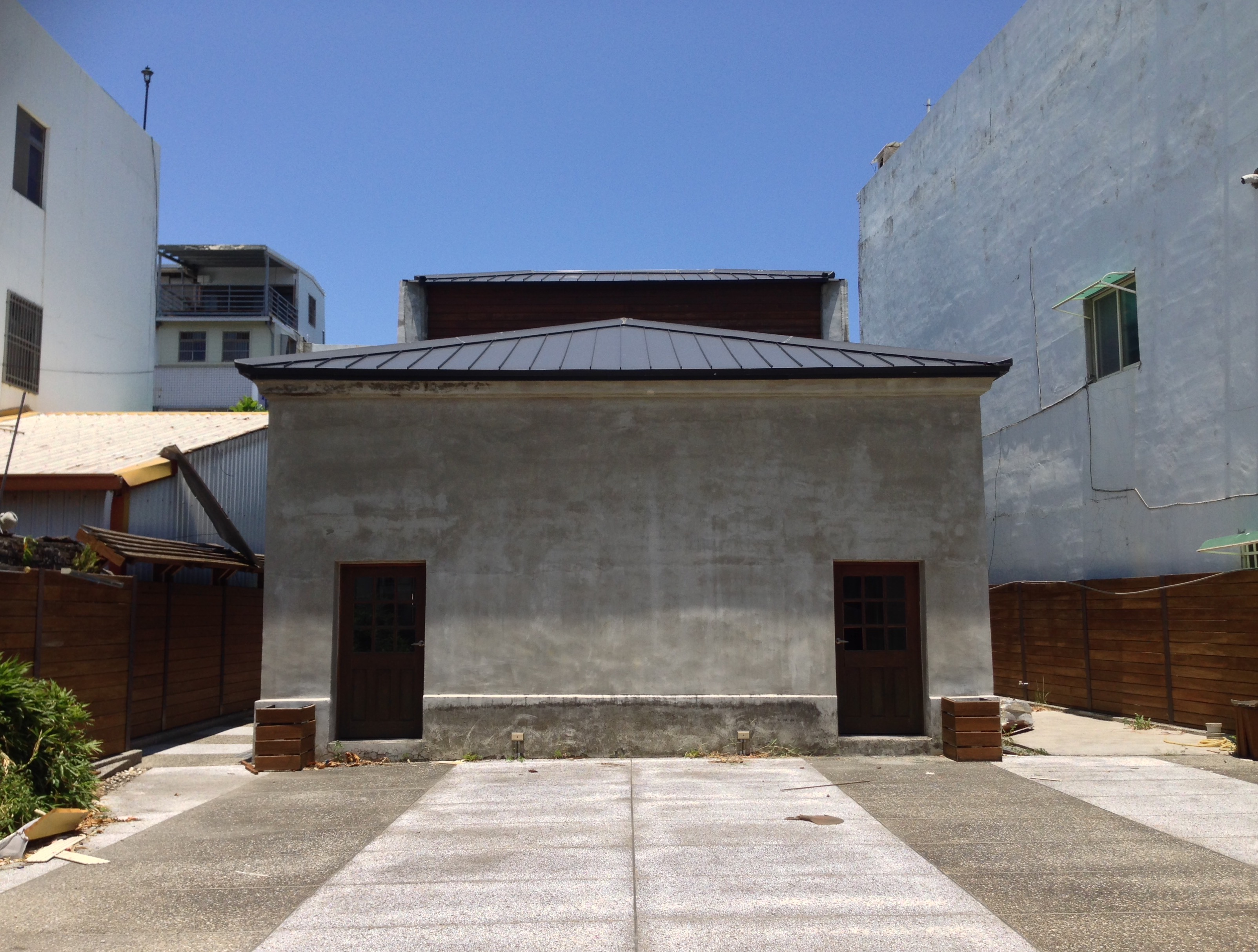
中華會館臺東分社背面

為1927年建立的兩層樓巴洛克式建築。面積有150坪。
建材為鋼筋混凝土加強磚造。一樓口雨遮上嵌臺東分社長方形匾額，兩側開方窗。門楣上嵌「臺東縣臺灣省光復運動同志聯誼會」長方形匾額，門左側嵌有1984年「臺灣省光復運動同志聯誼會臺東中華會館史蹟」碑牌。二樓有四扇開弧形拱窗，皆有拱心石。圓形山頭有中國國民黨黨徽與稻穗裝飾。

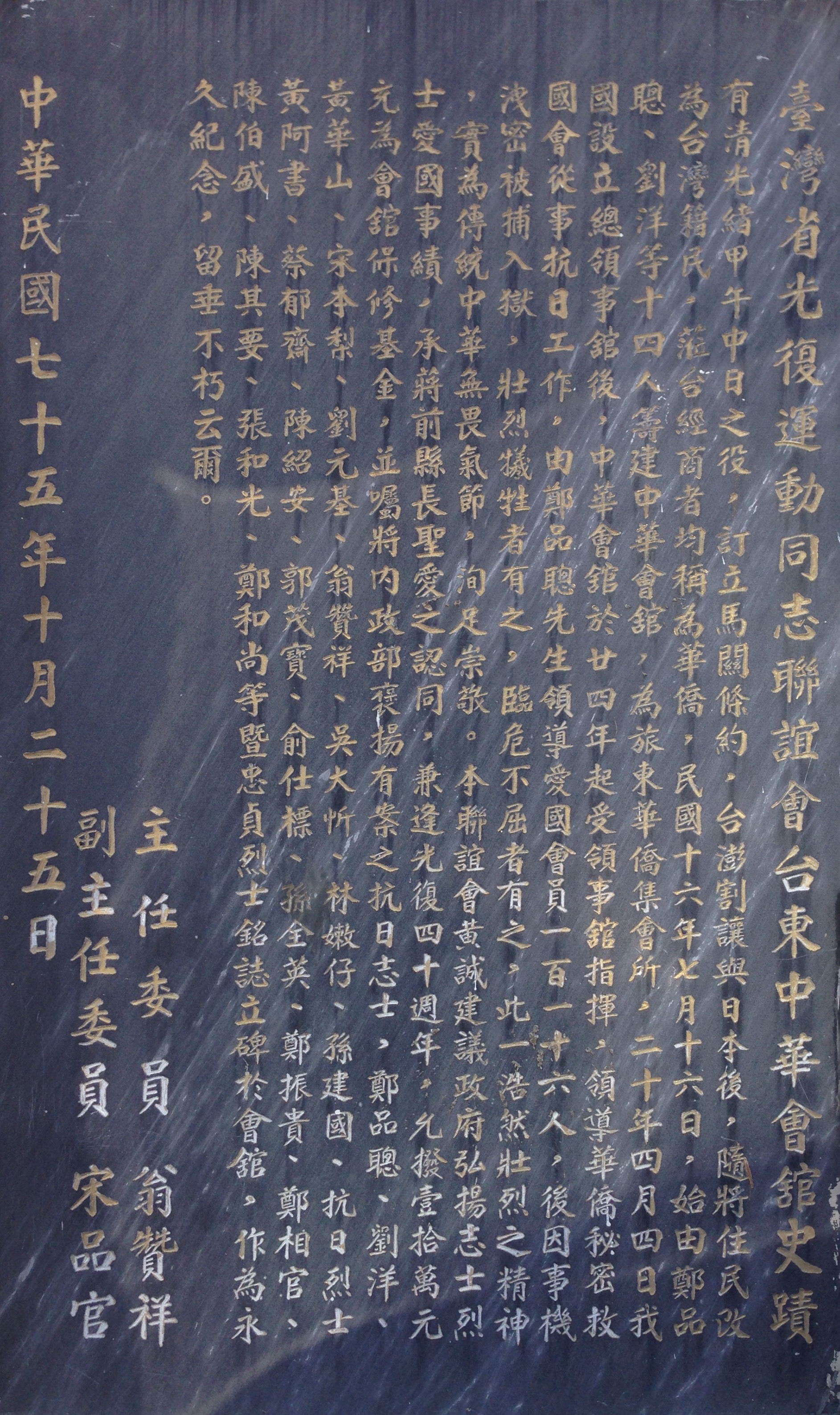
臺灣省光復運動同志聯誼會臺東中華會館史蹟碑文